# Armbrusterite
L'armbrusterite è un minerale.